# Fumiko Saiga
Fumiko Saiga (Japans: 齋賀 富美子, Saiga Fumiko) (Marugame, 30 november 1943 - Den Haag, 24 april 2009) was een Japans diplomaat, politicus en rechter. Ze was vicegouverneur van Saitama, ambassadeur en vertegenwoordiger bij de Verenigde Naties. De laatste jaren van haar leven was ze rechter van het Internationale Strafhof.

## Levensloop
Saiga studeerde in 1966 af aan de Universiteit voor Buitenlandstudies van Tokio en werkte aansluitend voor het Ministerie van Buitenlandse Zaken. Ze werkte onder meer voor de verdragsafdeling, de afdeling voor VN-zaken en de afdeling voor economische zaken. In 1998 werd ze vicegouverneur voor de prefectuur Saitama onder gouverneur Yoshihiko Tsuchiya. Vanaf september 2003 was ze buitengewoon gevolmachtigd ambassadeur in Noorwegen en vanaf oktober van hetzelfde jaar in IJsland. In december 2005 had ze daarnaast de verantwoordelijkheid bij de VN voor mensenrechtenzaken. Verder was ze van 2001 tot 2007 lid van de VN-commissie tegen discriminatie van de vrouw.
In december 2007 werd ze gekozen als rechter van het Internationale Strafhof in Den Haag, voor zowel de preliminaire kamer als de strafkamer. Ze volgde hiermee de Fransman Claude Jorda op die zich vanwege gezondheidsredenen had teruggetrokken. Nadat ze de termijn van Jorda in 2009 had uitgediend, werd ze herkozen. Drie maanden later overleed ze echter tijdens haar ambt op een leeftijd van 65 jaar in Den Haag. Ze werd opgevolgd door haar landgenoot Kuniko Ozaki.